# تشارلز دبليو. بلير
تشارلز دبليو. بلير (بالإنجليزية: Charles W. Blair)‏ هو ضابط أمريكي، ولد في 5 فبراير 1829 في جورجتاون في الولايات المتحدة، وتوفي في 20 أغسطس 1899 في كورونادو في الولايات المتحدة.